# ناوچه کلاس دگو
| ناوچه کلاس دگو       | ناوچه کلاس دگو                                                            |
| -------------------- | ------------------------------------------------------------------------- |
| ناوچه گیونگنام       |                                                                           |
| اطلاعات کلی          |                                                                           |
| نوع کشتی             | ناوچه                                                                     |
| کلاس                 | کلاس دگو                                                                  |
| کشور سازنده          | کره جنوبی                                                                 |
| ساخت کارخانه         | کشتی‌سازی و مهندسی دریایی دوو صنایع سنگین هیوندای                          |
| تاریخ سفارش          | ۲۰۱۶                                                                      |
| تاریخ به آب اندازی   | ۲۰۱۸                                                                      |
| ورود به ناوگان       | ۲۰۱۸ تاکنون                                                               |
| مشخصات               |                                                                           |
| طول کشتی             | ۱۲۲ متر                                                                   |
| پهنای بدنه           | ۱۴ متر                                                                    |
| ارتفاع ستون          | ۴ متر                                                                     |
| بارگیری استاندارد    | ۲۸۰۰ تن                                                                   |
| حداکثر ظرفیت بارگیری | ۳/۵۹۲ تن                                                                  |
| نوع موتور            | ۱ موتور رولز-رویس ام‌تی۳۰–۴ موتور MTU 12V 4000 M53B دیزلی-۲ موتور الکتریکی |
| تعداد خدمه           | ۱۴۰ نفر                                                                   |
| سرعت                 | حداکثر:۵۶ کیلومتر بر ساعت(۳۰گره) اقتصادی:۳۳ کیلومتر بر ساعت(۱۸گره)        |
| برد عملیاتی          | ۸/۳۰۰ کیلومتر(۴/۵۰۰ ناتیکال مایل)                                         |
| جنگ‌افزارها           |                                                                           |
| سیستم موشکی          | ۲ لانچر موشک K745 Blue Shark ۱ سامانه دفاع نزدیک دریایی فالانکس           |
| رادار                | رادار جستوجوی هوایی SPS-550K -رادار کنترل آتش SPG-540K- سونار SQS-240K    |
| هواگردهای قابل حمل   | ۱ فروند بالگرد آگوستاوستلند ای‌دابلیو۱۵۹ وایلدکت یا بالگرد وستلند لینکس    |
| سرنوشت               |                                                                           |

ناوچه کلاس دگو یک کلاس از ناوچه‌های محافظ نیروی دریایی کره جنوبی است. این کلاس توسط دو گروه کشتی سازی و مهندسی دریایی دوو و صنایع سنگین هیوندای طراحی و ساخته شده‌است.

## امکانات
این ناوچه دارای سونار غیرفعال و یک سونار فعال است که در عقب کشتی است به صورت یدک کشیده می‌شود. این ناوچه دارای موشک‌های دفاع هوایی هونگ سانگ و کا سام است. همچنین این ناوچه دارای موشک ضد کشتی سی استار می‌باشد.
طراحی بدنه ناوچه بر اساس ناوچه‌های کلاس اینچئون است اما اصل رادارگریزی در این ناوچه بهبود یافته‌است. ناوچه در عقب خود دارای آشیانه ای متوسط برای پذیرایی از بالگرد با حداکثر وزن ۱۰ تن می‌باشد.
کلاس دگو اولین کلاس ناوچه کره ای است که در بخش پیشران از دو تایپ موتور توربین گازی و دیزلی استفاده می‌کند. همچنین در این کلاس سونار کشتی به‌طور کلی بهبود یافته و توانایی بیشتری در جنگ با زیردریایی دارد.

## ناوچه‌های این کلاس
| نام            | شماره شناسایی | سازنده                        | آب اندازی      | تحویل          | وضعیت        |
| -------------- | ------------- | ----------------------------- | -------------- | -------------- | ------------ |
| ناوچه دگو      | FFG-818       | کشتی سازی و مهندسی دریایی دوو | ۲ ژوئن ۲۰۱۶    | ۶ مارس ۲۰۱۸    | فعال         |
| ناوچه ژئونگنام | FFG-819       | کشتی سازی و مهندسی دریایی دوو | ۲۱ ژوئن ۲۰۱۹   | ۴ ژانویه ۲۰۲۱  | فعال         |
| ناوچه سئول     | FFG-821       | صنایع سنگین هیوندای           | ۱۱ نوامبر ۲۰۱۹ | ژوئیه ۲۰۲۱     | فعال         |
| ناوچه دونگاهه  | FFG-822       | صنایع سنگین هیوندای           | ۲۹ آوریل ۲۰۲۰  | ۱۰ نوامبر ۲۰۲۱ | فعال         |
| ناوچه داجئون   | FFG-823       | کشتی سازی و مهندسی دریایی دوو | ۳ مه ۲۰۲۱      | نشده           | آب اندازی شد |
| ناوچه پوهانگ   | FFG-825       | کشتی سازی و مهندسی دریایی دوو | ۸ سپتامبر ۲۰۲۱ | نشده           | آب اندازی شد |
| ناوچه چئونان   | FFG-826       | صنایع سنگین هیوندای           | ۹ نوامبر 2021  | نشده           | آب اندازی شد |
| ناوچه چانچئون  | FFG-827       | صنایع سنگین هیوندای           | ۲۲ مارس ۲۰۲۲   | نشده           | آب اندازی شد |